# داودا أمادو
داودا أمادو هو لاعب كرة قدم كاميروني، ولد في 2 أكتوبر 2002 في ياوندي في الكاميرون.

## وصلات خارجية
- داودا أمادو على موقع قاعدة بيانات كرة القدم.إي يو (الإنجليزية)
- داودا أمادو على موقع Soccerway.com (الإنجليزية)